# Przytoki
Przytoki (kaszb.Przëtòké) – część wsi Staniszewo w Polsce, położona w województwie pomorskim, w powiecie kartuskim, w gminie Kartuzy.
W latach 1975–1998 Przetoki należały administracyjnie do województwa gdańskiego